# Estació de la Ribera
La Ribera, anomenada en el projecte constructiu Eixample Nord o Centre Direccional és una estació en construcció de la línia 9 del metro de Barcelona. Els trens de la L2 i la L9 serviran aquesta estació del Tram 1 (Aeroport - Parc Logístic).
Hauria hagut de servir el futur Eixample Nord del Prat de Llobregat i al centre comercial Carrefour. Aquest barri de 3.500 habitatges es va planificar durant la bombolla immobiliària però el 2016 no n'hi havia ni un de construït.
Es preveia obrir l'estació el 2007. Hi ha hagut contratemps i finalment el març 2011 es va decidir ajornar l'obertura d'aquesta i quatre estacions més. Aleshores s'estimava que la línia cap l'aeroport es posaria en servei l'any 2016, però sense concretar quan s'obriria aquesta estació, que depèn del desenvolupament –o no– del nou barri.
| Metro de Barcelona              |                 |       |             |                        |
| Procedència/Destinació          | <               | Línia | >           | Procedència/Destinació |
| Aeroport T1                     | El Prat Estació | obres | Les Moreres | Badalona Pompeu Fabra  |
| Aeroport T1                     | El Prat Estació | obres | Les Moreres | Zona Universitària     |
| Font recorregut: PDI 2009-2018. |                 |       |             |                        |